# Blind Passengers
Blind Passengers est un groupe musical allemand, originaire de Berlin-Est, actif entre 1987 et 2005.

## Histoire
Reiner Schirner et Nik Page se rencontrent en 1987 à Berlin-Est et forment les Blind Passengers. Il leur faut deux ans pour obtenir la licence nécessaire en RDA et pour pouvoir se produire officiellement sur scène. Ils font leur première apparition avec la chanson Don't Turn Around sur le sampler electro de RDA Mega Maxi-Mix en 1990. Après la réunification, ils se font connaître sur la radio jeunesse 4 U. À cette époque, ils produisent des chansons synthpop pour un album qui ne sort que six ans plus tard sous le nom de The Forgotten Times EP. En 1992, les Passengers sortent leur première publication personnelle : l'EP Small-Town Night. Un an plus tard, leur premier album The Glamour of Darkness est publié par Strange Ways Records. Un clip est tourné pour le single Walking to Heaven et diffusée à la télévision musicale. Le titre reste pendant des semaines à la première place du classement des auditeurs de la radio pour jeunes Fritz. C'est la percée pour le groupe et ses débuts en tant que musicien professionnel.
Pour la chanson Absurdistan, il fallait un guitariste professionnel et Lars Rudell des Skeptikers est invité. Une vidéo est également tournée, mais elle n'a pas été diffusée à la télévision musicale. Fin 1995, les Passengers font la première partie d'Anne Clark, et sortent au début de 1996 leur deuxième album, Destroyka, avec lequel le groupe laissa derrière lui sa phase synthpop et se tourne vers du rock dansant. Un an plus tard, le groupe jouait déjà dans de grands festivals nationaux et en Suède. En 1997 sort l'album studio suivant The Trash Inside My Brain. Avec Andy Laaf à la batterie, le groupe fait appel en 1998 à un deuxième ex-Skeptiker et la présentation live est professionnalisée grâce à l'intégration du concepteur lumière Qno Kuno (Andreas Kunowsky).
En 1999, le quatrième album, Bastard, entre dans le classement des albums allemands. Avec cette œuvre, Blind Passengers se transforme en un pur combo de metal alternatif et joue dans divers grands festivals comme le Wacken, Rock am Ring et Rock im Park. La vidéo de Gunman fait partie de la rotation heavy de la télévision musicale. Des tournées sont organisées avec Kid Rock et, pour la première fois, des concerts sont donnés en dehors de l'Europe. Au Mexique, Christoph Zimmermann, qui y assurait le soutien de la basse, décède dans un accident d'avion. La prestation des Blind Passengers lors du désormais légendaire concert commémoratif pour Christoph à Berlin est filmée dans le documentaire Achtung wir kommen.
En 2001, Neosapiens, le dernier album studio, sort et Nik Page publie son roman homonyme. Rudell et Laaf, anciens membres des Skeptiker, quittent le groupe la même année. Reiner ayant lui aussi besoin d'une pause, Nik Page publie deux albums solo, Sacrifight et Sin Machine. Depuis 2004, Reiner Schirner fait de la musique dans le groupe Lola Angst avec Alexander Goldman et sort trois albums depuis.
En 2005, Nik enregistre encore six chansons avec Reiner et les publie avec des classiques dans la compilation Timemachine. Le groupe se sépare ensuite officiellement. Nik Page forme le projet Songs of Lemuria avec Michaela Laubach. En 2010, il sort l'album solo Next Flight to Planet Earth sous le nom de Blind Passenger,.

## Discographie
- 1992 : Small-Town Night  (EP)
- 1993 : The Glamour of Darkness
- 1996 : Destroyka
- 1996 : The Forgotten Times
- 1997 : The Trash Inside My Brain
- 1999 : Bastard (91e place des charts allemands[4])
- 2001 : Neosapiens
- 2005 : Timemachine (2 CD avec de nouveaux morceaux)